# Epidius longipalpis
Epidius longipalpis es una especie de araña cangrejo del género Epidius, familia Thomisidae.

## Distribución
Esta especie se encuentra en Asia: India, Sri Lanka, Indonesia (Java, Sumatra, isla de Seram, Célebes).

## Taxonomía
Fue descrita por Thorell en 1877.
Tratamiento taxonómico
La especie aparece registrada y publicada en Studi sui Ragni Malesi e Papuani. I. Ragni di Selebes raccolti nel 1874 dal Dott. O. Beccari. Annali del Museo Civico di Storia Naturale di Genova 10: 341–637.